# Стайшюнайте, Эгле
Эгле Стайшюнайте (лит. Eglė Staišiūnaitė; род. 30 сентября 1988, Паневежис) — литовская легкоатлетка, специалистка по барьерному бегу и спринту. Выступала на профессиональном уровне в 2008—2017 годах, многократная победительница и призёрка чемпионатов Литвы, участница летних Олимпийских игр в Лондоне.

## Биография
Эгле Стайшюнайте родилась 30 сентября 1988 года в городе Паневежис Литовской ССР.
Серьёзно заниматься лёгкой атлетикой начала во время учёбы в Миннесотском университете, состояла в местной легкоатлетической команде, с 2008 года регулярно принимала участие в различных студенческих соревнованиях в США.
Впервые заявила о себе на международном уровне в сезоне 2009 года, когда вошла в состав литовской сборной и выступила на домашнем молодёжном европейском первенстве в Каунасе, где бежала 400 метров с барьерами и эстафету 4 × 400 метров.
В 2012 году впервые стала чемпионкой Литвы в 400-метровом барьерном беге, стартовала в данной дисциплине на чемпионате Европы в Хельсинки, где дошла до полуфинала. Благодаря череде удачных выступлений удостоилась права защищать честь страны на летних Олимпийских играх 2012 года в Лондоне — на предварительном квалификационном этапе бега на 400 метров с барьерами показала время 57,79, чего оказалось недостаточно для выхода в полуфинальную стадию.
Будучи студенткой, в 2013 году представляла страну на Всемирной Универсиаде в Казани — стартовала в беге на 400 метров с барьерами, в финал не вышла.
В 2014 году принимала участие в чемпионате Европы в Цюрихе, бежала 400 метров с барьерами и эстафету 4 × 400 метров.
В 2015 году в 400-метровом барьерном беге дошла до полуфинала на чемпионате мира в Пекине, установила здесь свой личный рекорд (56,17) и выполнила квалификационный норматив для участия в Олимпийских играх 2016 года в Рио-де-Жанейро. Однако в Играх не участвовала и в 2017 году завершила спортивную карьеру.